# Kelvin-Generator
Der Kelvin-Generator oder Kelvinsche Wassertropfengenerator ist eine Influenzmaschine, die die Energie zum Aufbau der elektrischen Spannung aus der 
kinetischen Energie von geladenen fallenden Wassertropfen gewinnt, die im elektrostatischen Feld abgebremst werden. Das Gerät wurde im Jahre 1867 von William Thomson beschrieben, der 1892 Lord Kelvin of Largs wurde.

## Allgemeines

Kelvin-Generator, Zeichnung
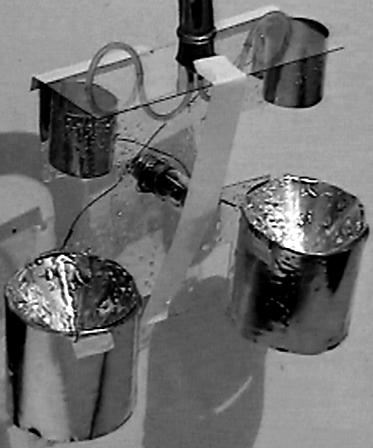
Kelvin-Generator, kontinuierlich
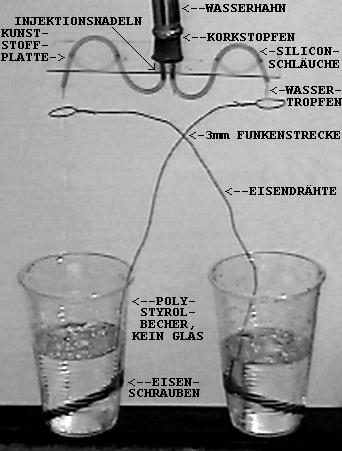
Kelvin-Generator mit Flatterblatt-Elektroskop
- Kelvin-Generator, diskontinuierlich

Die elektrostatische Influenz durch die elektrischen Ladungen der oberen, kleineren Zylinder bewirkt, dass an den Enden der noch geschlossenen Wassersäule die zu den Ladungen der Zylinder ungleichnamigen Ladungen angezogen werden, die dann mit den fallenden Tropfen nach unten transportiert werden. Diese geladenen Tropfen fallen von den oberen, kleineren, ungleichnamig geladenen Zylindern in die unteren, größeren, gleichnamig geladenen Zylinder, die in ihrem Inneren kegelförmige Trichter enthalten, wobei die Tropfen durch das elektrostatische Feld abgebremst werden. In den Trichtern der unteren Zylinder geben die Tropfen ihre Ladung ab, weil sich die gegenseitig abstoßenden Ladungen auf der Außenseite der metallisch leitfähigen Zylinder verteilen.
Auf welcher Seite des Kelvin-Generators sich die positive und die negative Spannung aufbaut, hängt entweder vom Zufall ab oder von einer schon zuvor aufgegebenen elektrostatischen Ladung. Solange man den Kelvin-Generator nicht völlig entlädt, erhöht er seine Spannung durch die positive Rückkopplung der über Kreuz verbundenen oberen und unteren Zylinder so lange, bis ein Funkenüberschlag eintritt, oder bis die Wassertropfen durch das elektrostatische Feld von den unteren Zylindern abgestoßen werden und in alle Richtungen versprühen.
Kleinere Geräte, mit unteren Zylindern von zum Beispiel 60 mm Höhe und Durchmesser, wie in den Bildern dargestellt, erreichen ungefähr 3000 Volt Spannung, was einer Funkenstrecke von etwa 3 mm entspricht. Um die Entladungen besser sehen zu können, kann man vor der Funkenstrecke in Reihenschaltung noch eine 220-Volt-Glimmlampe einbauen.

## Energiebilanz
Die Elektroenergie des Kelvin-Generators stammt aus der potenziellen Energie des von oben abtropfenden Wassers. Das Herabfallen wird durch elektrostatische Abstoßung von unten sowie durch elektrostatische Anziehung von oben gebremst, so dass ein Teil der kinetischen Energie beim Fallen in elektrische Feldenergie umgewandelt wird. Bei hohen Ladungen kann der Anteil so hoch werden, dass die Tropfen nicht bis zu den Trichtern gelangen, weil sie bereits vorher auf die Fallgeschwindigkeit null abgebremst werden und nun im inhomogenen Feld zur Seite ausweichen.
Man kann die mechanische Energie der Wassertropfen teilweise „zurückgewinnen“, zum Beispiel durch ein Flatterblatt-Elektroskop.

## Das diskontinuierliche Gerät
Noch einfacher aufgebaut ist das diskontinuierliche Gerät (im rechten Bild in der Bilderreihe), das aber den Nachteil hat, dass man seine Becher von Zeit zu Zeit entleeren muss. Auf Glas als Isolator sollte man bei elektrostatischen Maschinen generell verzichten, weil es durch die Ausbildung einer dünnen Wasserhaut eine merkliche Oberflächenleitfähigkeit gewinnt. Als Isolatoren sind wasserabstoßende Kunststoffe viel besser geeignet.

## Andere Flüssigkeiten
Der Kelvin-Generator kann auch mit destilliertem Wasser (entionisiertem Wasser) betrieben werden. Die Autoprotolyse des Wassers stellt dabei die nötige (geringe) Leitfähigkeit sicher.
Das leitfähige Quecksilber wäre durch seine hohe Dichte besonders gut geeignet, die sich bildenden giftigen Dämpfe stellen aber ein Problem dar.
Die verwendeten Flüssigkeiten müssen eine gewisse Leitfähigkeit aufweisen, um einen Potentialausgleich zwischen den beiden Abtropfpunkten und auch innerhalb der Trichter sicherzustellen.